# Alkmaarderhout (park)
De Alkmaarderhout, plaatselijk ook wel de Hout genoemd, is een stadspark in de Noord-Hollandse stad Alkmaar, ten zuiden van de binnenstad. De gesloopte Kennemerpoort vormde van oudsher de toegang.

## Geografie

### Situering en deelgebieden
Het park ligt binnen het rijksbeschermde stadsgezicht Westerhoutkwartier, het gebied tussen de Kennemerstraatweg, Beatrixlaan, Prins Bernhardlaan, Westerweg, Kennemersingel en de Geestersingel. De Alkmaarderhout ligt in de wijk Zuid en de buurt Nassaukwartier en Hout. In de zuidwesthoek van het park ligt langs de Nieuwpoortselaan de buurtschap Nieuwpoort.
De Alkmaarderhout kent een aantal deelgebieden. Het gedeelte, ten westen van de Wilhelminalaan en de Zandersvaart staat bekend als de Westerhout. Het Nassaukwartier, dat ten noorden van de Westerhout ligt, vormde eerst een groen geheel met de Hout en is aangelegd in het toenmalige gedeelte Geesterhout. Het gedeelte net buiten de voormalige Kennemerpoort tussen de Kennemerstraatweg en de Harddraverslaan heet(te) de Voorhout. Een ander bos, dat nagenoeg direct ten zuiden over de gemeentegrens in Heiloo ligt, is het Heilooërbos dat onderdeel is van het Landgoed Nijenburg. Dit bos is net als de Alkmaarderhout aangelegd op een strandwal van de oude duinen die zich uitstrekken tussen Alkmaar, Haarlem en Den Haag.

### Straten, lanen en waterlopen
Een aantal straten en of lanen in de Hout zijn in de loop van de tijd hernoemd, verdwenen of is de loop van gewijzigd. Eerst staat de huidige naam gegeven, en hierna de historische namen en eventuele opmerkingen. Ook is de oorsprong van de naam van de straat aangegeven.
- Harddraverslaan – vernoemd naar harddraverij een drafsport.
- Wilhelminalaan, aanvankelijk Holle- of Middelweg – vormde een verbinding met de in Heiloo gelegen Holleweg later vernoemd naar Wilhelmina der Nederlanden.
- Prinses Julianalaan, oorspronkelijk Kruislaan  – eerst vernoemd naar zijn kruisende functie later vernoemd naar Juliana der Nederlanden.
- Prins Bernhardlaan, aanvankelijk Zuiderhoutlaan, en daarvoor de Haykenlaan of Lelielaan – Deze dwarslaan vormde de zuidelijke grens van de Hout en werd later vernoemd naar Bernhard der Nederlanden.
- Koning Willem-Alexanderlaan, oorspronkelijk Sportlaan – eerst vernoemd naar de hier gelegen sportparken, later vernoemd naar Willem-Alexander der Nederlanden
- Westerweg – een historische en westelijke weg langs de rand van de Hout. Deze weg loopt langs de westelijke rand van de zandwal.
- Kennemerstraatweg, aangelegd als de Heren- of Oosterweg – een historische weg, onderdeel van de Heereweg, die vanuit de Kennemerpoort richting Haarlem en de rest van Kennemerland loopt. Deze weg vormt de oostelijke rand van de Hout en vormde de oostelijke rand van de zandwal.
- Nieuwpoortselaan – vernoemd naar de buurtschap Nieuwpoort.
- Ropjeskuil – een straat met een diagonale oriëntatie door de Westerhout, enkel het noordelijk gedeelte bij de Lindenlaan is resterend.
- Oude Zandersloot – rond 1907 gedeelte ter hoogte van de Lindenlaan gedempt.[3]
- Zandersloot – een waterloop vanuit het Heilooërbos die hedendaags eindigt bij het Hertenkamp. De laatste 430 meter werd rond 1913 gedempt wegens stank en "onzindelijkheid".[3]
- Metiusgracht – een ringgracht rond het ziekenhuis waarvan hedendaags enkel het westelijk gedeelte van is overgebleven.

## Geschiedenis

### Zeventiende eeuw
Voor het Beleg van Alkmaar uit 1573 lag op deze plek nog akkerland en weiland. Rond 1600 ontstond het plan om een wandelplaats ten zuiden van de stadsomwalling aan te leggen langs de Heere- of Oosterweg, die thans de Kennemerstraatweg heet. De bomen die aangeplant werden, konden ook gebruikt worden door Alkmaarse timmerlieden. Immers had Haarlem vanaf  1584 zo'n soortgelijk bos met de Haarlemmerhout.
In 1607 werd begonnen met de aanleg van de Alkmaarderhout. Zo werden 'houten' bomensingels langs de wegen aangeplant. Er werden langs de Harddraverslaan stroken van bomen aangelegd en er werden ook langs de Westerweg enkele rijen iepen geplant.

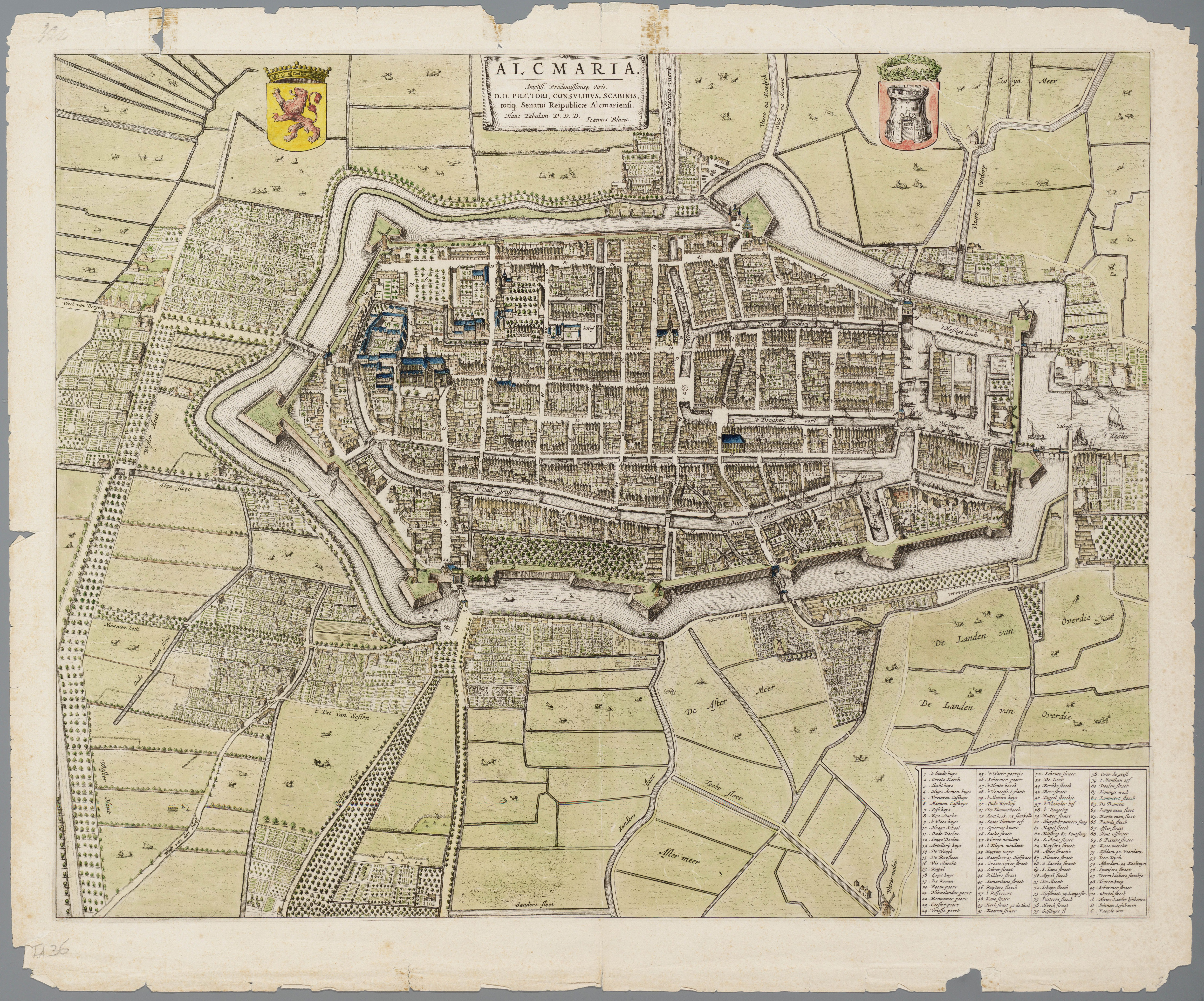
Alkmaar en de Alkmaarderhout op een kaart uit 1650

In het Rampjaar 1672, toen de Republiek was beland in de Hollandse Oorlog, werd een deel van de aangeplante bomen gekapt om zicht te hebben op een eventuele aankomende vijand. De bomen werden na afloop heraangeplant; tevens werden de bomenrijen verbreed en werden stukken ingesloten boerenland opgekocht.

### Achttiende eeuw

De kaart van de Alkmaarderhout (Alkmaarder Houte) van Van Panders uit 1765

De Alkmaarderhout was voortdurend onderhevig aan verandering. Vanouds vormde de Wilhelminalaan de entree vanuit de stad. Deze laan is samen met de huidige Kennmerstraatweg te zien op een kaart uit 1650. Deze Wilhelminalaan, een kaarsrechte laan, vormde de basis voor de eerste 'plantage', bestaande uit strakke vormen en sterpatronen.
In 1740 werd de Israëlitische Begraafplaats langs de Westerweg in gebruik genomen.
Het gebied kreeg in de periode tot 1765 steeds meer vorm. Dit valt te zien op de kaart van Van Panders uit 1765. Hierop zijn de eerste kronkelige laantjes door het park te zien, met daar tussenin weilanden, tuinderijen en (boom)kwekerijen. Door de welgestelde burgerij werden langs de Lindenlaan en de Kennemersingel buitenplaatsen aangelegd. Deze buitens waren uitgelegd met lusthoven, bloemen, hagen en theekoepeltjes. De Alkmaarderhout stond bekend om de in deze tijd aangeplante stinsenplanten.

### Negentiende eeuw
In 1884 werd de pas vanaf 1950 zogenoemde gevangenis Schutterswei in de Alkmaarderhout geopend. Deze penitentiaire inrichting beschikte bij opening over 26 cellen. De gevangenis was gelegen aan de Prins Bernhardlaan. Na tal van uitbreidingen bood de inrichting plek aan 122 gedetineerden. Het ontwerp was van de hand van rijksbouwmeester Johan F. Metzelaar. De voormalige gevangenis is thans in gebruik als hotel, restaurant en bar.
In 1893 werd aan de Wilhelminalaan de rijksmonumentale Cadettenschool gebouwd.

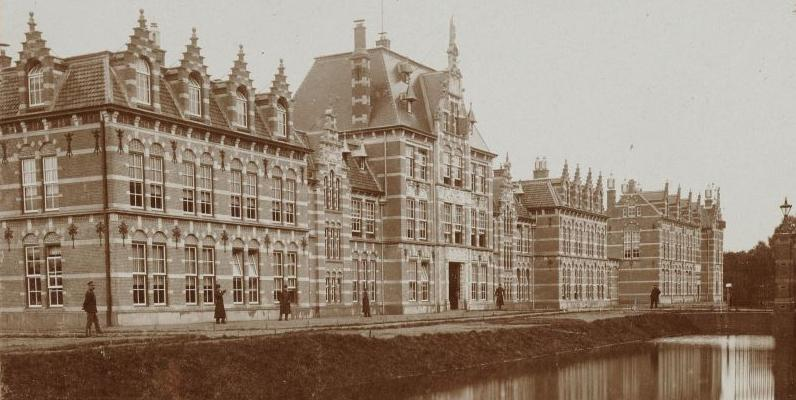
De Cadettenschool te Alkmaar circa 1893

### Twintigste eeuw

#### Aanleg van Springer & hertenkamp
Eind negentiende eeuw en begin twintigste eeuw was er onvrede over de inrichting van de Alkmaarderhout, mede door de aantasting door bebouwing en verkeer. Zo noemde de plaatselijke VVV-vereniging ‘Alcmaria’ de Hout eind negentiende eeuw een park ‘zonder enige architectuur’. Op deze uitspraak volgde een prijsvraag onder tuin- en landschapsarchitecten om het park te reorganiseren. Veel ontwerpen waren niet bruikbaar of bleken te duur. Uiteindelijk, om toch wat te doen, besloot de gemeente het ontwerp van landschapsarchitect Leonard Springer uit te voeren. Hij maakte in 1902 een nieuw ontwerp voor de Alkmaarderhout in Engelse of romantische landschapsstijl. Dit ontwerp bestond uit speelse bochten, doorkijkplekken, heuvels en waterpartijen. Toentertijd werd ook een hertenkamp en het hertenhuis aangelegd. In 1903 kwamen de eerste vier herten naar het kamp. In 1923 werd er een volière aan het kamp toegevoegd. In 1977 werd de hertenkamp betrokken bij de in dat jaar ingerichte kinderboerderij ‘Klein Dierenhof ’. Deze groeide uit tot de stadsboerderij ‘De Hout’. Ook de volière en het duivenhok, voorheen een marmottenhuis, bleven van de boerderij deel uit maken.

#### Uitbreiding met voorzieningen

##### Sportpark
In 1920 werd net ten zuiden van de Hout het gelijknamige sportpark geopend. In dit sportpark kwamen onder andere een buitenzwembad, voetbalvelden en een houten wielerbaan. In 1948 werd het stadion van voetbalclub AZ dat ook de Alkmaarderhout werd genoemd in gebruik genomen. Het eerste zwembad in de Alkmaarderhout, het Victoriebad, werd officieel geopend op 21 juli 1934. Het buitenzwembad had in zijn eerste jaar sinds opening 41.000 bezoekers. In 1936 werd de naam van het zwembad veranderd in Zomerbad toen de gemeente de exploitatie overnam. In 1984 sloot het Zomerbad, kort na zijn 50-jarig jubileum. Op de plek van dit zwembad kwam na de sloop het overdekte zwembad De Hout.

##### Ziekenhuis
In de twintigste eeuw raakte een groot deel van het park ingebouwd tussen woonbuurten, waaronder Oranjepark, maar vooral het Centraal Neutraal Ziekenhuis met Klassenverpleging bouwde hier veel. Dit ziekenhuis, het latere Medisch Centrum Alkmaar (MCA), werd in 1930 gevestigd in de voormalige Cadettenschool aan de Wilhelminalaan.

##### De muziektuin
In 1923 werd in de Alkmaarderhout de gemeentelijke muziektuin geopend. Deze lag ten zuiden van de huidige Prinses Julianalaan en bestond uit een aantal gebouwen rondom een bebloemd en beplant grasveld. Bij de aanleg van de muziektuin werd de in 1898 gebouwde ‘Buitensociëteit’ uitgebreid met twee lange veranda's en kreeg het een horecabestemming. Tegenover de sociëteit werd een muzieknis gebouwd. De bezoekerscijfers vielen echter tegen, mede door de crisis van de jaren 1930 en de komst van de radio. Na sluiting werden de gebouwen in de jaren vijftig bijna helemaal gesloopt. De muzieknis en een speelweide bleven bestaan; thans ontplooit Cultuurpark De Hout muzikale initiatieven.

##### Bloemenklok
In 1931 werd er een bloemenklok bij het Station Alkmaar geplaatst. Deze klok diende als trekpleister voor toeristen; de enige andere steden die toentertijd zo'n klok hadden waren Parijs en het Zwitserse Interlaken. De relatie tussen de stad en de klok was echter sinds het begin al moeizaam, met onder andere hoge onderhoudskosten. In 1951 verhuisde deze klok naar de Alkmaarderhout, naar de kruising van Harddraverslaan en Prins Bernhardlaan. Op deze plek was in een soort rotonde, vlak voor de rooms-katholieke begraafplaats St. Barbara, waar in 1925 de Maclaine Pontvaas geplaatst was. Deze moest dan ook ruimte maken voor het talud van de Bloemenklok.

#### Tweede Wereldoorlog
- Op 17 november 1944 werden door de bezetters 5 personen in de Wilhelminalaan gefusilleerd, als represaille voor de liquidatie van een landwachter op 10 november 1944.[3]

#### Monumenten

##### Rijksmonumenten

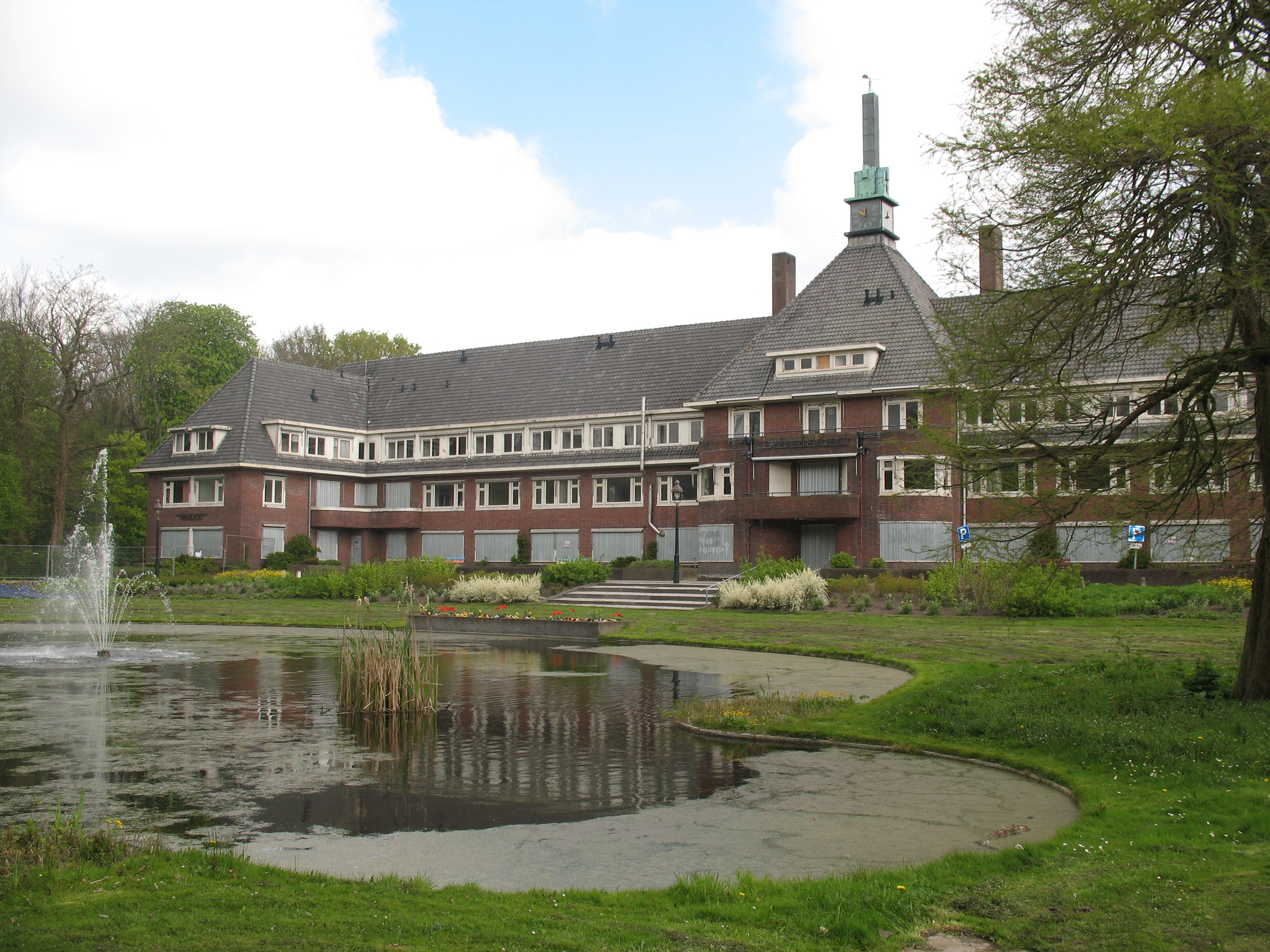
Huize Westerlicht aan de Pr. Julianalaan in 2014

In de periode 1931–32 bouwde men het bejaardentehuis Huize Westerlicht naar ontwerp van de Alkmaarse architect D. Saal Czn.. Het is gebouwd in een late trant van de Amsterdamse School. In 1934 werd Westerlicht uitgebreid met een vleugel in dezelfde stijl. Dit gebouw is gelegen aan Pr. Julianalaan 14 tegenover het hertenkamp. Een ander rijksmonumentaal gebouw aan de rand van het park is het bejaardentehuis Huize Voorhout dat in 1906 werd gebouwd als stadsvilla aan de Kennmerstraatweg 2.

### Eenentwintigste eeuw
Op 11 september 2006 werd begonnen met de sloop van het voetbalstadion de Alkmaarderhout, nadat AZ in augustus 2006 was verhuisd naar het AFAS Stadion. Na de verhuizing werd aan de Sportlaan, de huidige Koning Willem-Alexanderlaan, op de plek van het voormalig stadion het Jan Wilshof gebouwd. Dit hof is vernoemd naar Jan Wils, de Alkmaarse architect van het Olympisch Stadion te Amsterdam.
De Noordwest Ziekenhuisgroep, het voormalige MCA, zal het ziekenhuiscomplex in de Alkmaarderhout opnieuw inrichten volgens een ontwerp van de bureaus Seed Architects en Gortemaker Algra Feenstra. Na de renovatie zal het ziekenhuis, doordat gebruik wordt gemaakt van licht en transparante materialen, een open front vormen richting het stadsbos. In 2019 werd het definitief ontwerp voor fase 1 gepresenteerd. Het totale project zal zo’n 20 jaar in beslag nemen en bestaat uit drie fases. Als onderdeel van het project wordt ook Huize Westerlicht, dat een onderwijs- en kantoorfunctie zal krijgen, gerenoveerd.